# Jon Moss
Jonathan Aubrey Moss, detto Jon (Wandsworth, 11 settembre 1957), è un batterista e percussionista britannico, celebre per essere stato uno dei componenti dei London, dei Culture Club, degli Adam & the Ants, dei The Damned e dei The Nipple Erectors.

## Biografia
Moss ebbe un rapporto sentimentale con il leader dei Culture Club Boy George. Sebbene non ne parlò mai quando i Culture Club erano all'apice del successo, durante una successiva riunione del gruppo negli anni novanta Moss dichiarò apertamente la relazione avuta con George e l'amore che nutriva per lui. All'epoca Moss aveva una moglie e tre figli.  Secondo un'intervista di Boy George apparsa sul sito internet Perez Hilton Moss divorziò dalla moglie Barbara ("Babs") nel 2008.  Ma secondo altre fonti risulterebbe ancora sposato.
Nel 1985, produsse alcuni pezzi per una band, i Woyeyeh di cui faceva parte Sheila. 
Successivamente ai Culture Club, pubblicò un singolo con il gruppo Heartbeat Uk, intitolato Jump to It. Fu anche il produttore del loro disco omonimo.
Nel 1989, con il nome Rubberman, pubblicò su una white label un pezzo di musica acid house strumentale. Boy George utilizzò quella traccia per creare la canzone After the Love, che fu pubblicata come singolo per il gruppo inglese Jesus Loves You nel 1989. Tra gli anni 1991-1992 fu impegnato con i Promised Land, insieme a Nick Feldman del gruppo pop Wang Chung. Pubblicarono alcuni singoli (Something in the Air e Circle in the Square) e l'album omonimo Promised Land.
Moss fece parte della riunione dei Culture Club avvenuta tra il 1998 e il 2002.
Suonò anche con il gruppo rock/punk dei Fassbender tra il 2003 e il 2005. Moss è attualmente membro dei gruppi DanMingo e Dirth. Ha anche suonato e registrato con la cantautrice Londinese Anca.
Nel mese di luglio 2005, Moss partecipò come batterista al singolo di beneficenza People I Don't Know Are Trying to Kill Me, scritto dal giornalista Neil McCormick, con lo scopo di aiutare le famiglie delle vittime degli attentati terroristici di Londra.
A giugno del 2006, si sparse la voce che Moss potesse prendere parte ad una nuova riunione dei Culture Club, con un nuovo cantante, Sam Butcher, poiché Boy George rifiutò di parteciparvi. In ogni caso, il progetto dei nuovi Culture Club non andò a buon fine e Moss si ritirò ancor prima che l'idea fosse definitivamente accantonata.
Moss è stato recentemente intervistato dallo Hampstead Village Voice in merito alla sua vita e carriera.

## Discografia

### Con i Culture Club
- 1982 - Kissing to Be Clever
- 1983 - Colour by Numbers
- 1984 - Waking Up with the House on Fire
- 1986 - From Luxury to Heartache
- 1999 - Don't Mind If I Do

### Con i London
- 1978 - Animal Games
- 1997 - London The Punk Rock Collection

### Con i The Damned
- 2002 - Smash It Up: The Anthology 1976-1987

### Con i The Nipple Erectors

#### Album dal vivo
- 1980 - Only the End of the Beginning

#### Raccolte
- 2000 - The Tits of Soho
- 2003 - Bops, Babes, Booze & Bovver

### Con Adam & the Ants
- 1979 - Dirk Wears White Sox
- 1980 - Kings of the Wild Frontier
- 1981 - Prince Charming